# Lerista viduata
Lerista viduata este o specie de șopârle din genul Lerista, familia Scincidae, descrisă de Storr 1991. Conform Catalogue of Life specia Lerista viduata nu are subspecii cunoscute.